# Reserve (Louisiana)
Reserve és una població dels Estats Units a l'estat de Louisiana. Segons el cens del 2000 tenia 9.111 habitants.

## Demografia
Segons el cens del 2000, Reserve tenia 9.111 habitants, 3.068 habitatges, i 2.347 famílies. La densitat de població era de 218,9 habitants/km².
Dels 3.068 habitatges en un 41,5% hi vivien nens de menys de 18 anys, en un 48,6% hi vivien parelles casades, en un 22,2% dones solteres, i en un 23,5% no eren unitats familiars. En el 20,8% dels habitatges hi vivien persones soles el 8,1% de les quals corresponia a persones de 65 anys o més que vivien soles. El nombre mitjà de persones vivint en cada habitatge era de 2,97 i el nombre mitjà de persones que vivien en cada família era de 3,45.
Per edats la població es repartia de la següent manera: un 32,2% tenia menys de 18 anys, un 10,4% entre 18 i 24, un 28,6% entre 25 i 44, un 19,3% de 45 a 60 i un 9,5% 65 anys o més.
L'edat mediana era de 31 anys. Per cada 100 dones de 18 o més anys hi havia 85,1 homes.
La renda mediana per habitatge era de 32.466 $ i la renda mediana per família de 40.191 $. Els homes tenien una renda mediana de 33.297 $ mentre que les dones 19.671 $. La renda per capita de la població era de 13.373 $. Entorn del 18,4% de les famílies i el 21,5% de la població estaven per davall del llindar de pobresa.

## Poblacions més properes
El següent diagrama mostra les poblacions més properes.